# Locman (relojes)

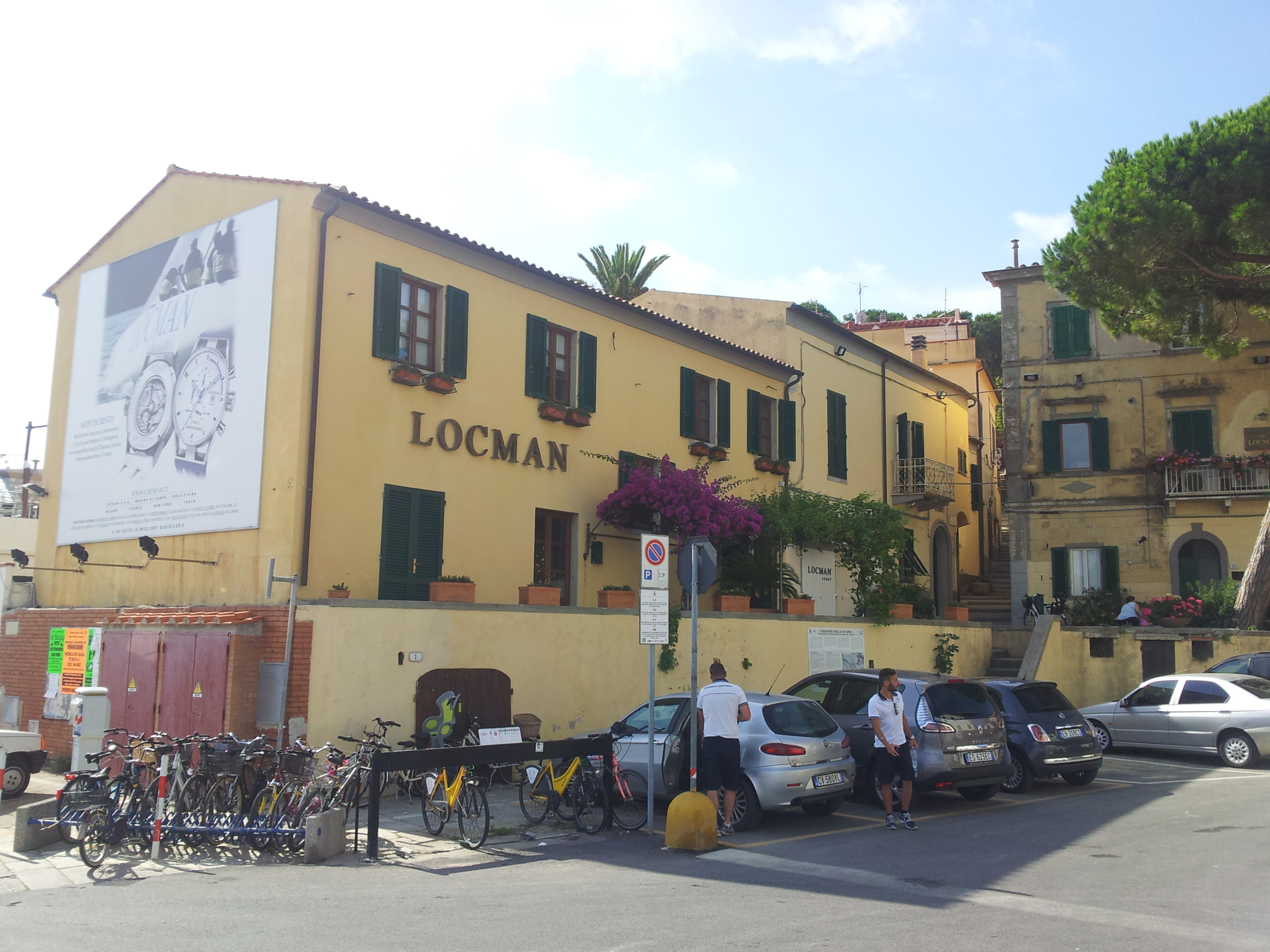
Fábrica de Locman en la isla de Elba

Locman Italy es una compañía comercial italiana que fabrica relojes de pulsera y accesorios de cuero. El nombre deriva de las iniciales de sus dos fundadores, Locci y Mantovani. La empresa se fundó en 1986 en la isla de Elba, en el archipiélago Toscano. En 2006, Locman también fundó SIO (la Escuela Italiana de Relojería), con sede en Marina di Campo. Los relojes Locman se fabrican con materiales como titanio, fibra de carbono y aluminio.

## Historia
El fundador de la empresa, Maxi, nació en el archipiélago toscano, pero pasó su infancia y estudios en Milán, donde su padre, quien también tenía una empresa de fabricación de artículos de cuero, había nacido. Inspirado por este entorno, en 1985 comenzó a diseñar artículos de cuero, especialmente correas. Junto con su amigo y socio Fulvio Locci, visitó Basilea para presentar sus correas a las empresas participantes en la feria de relojería.
La marca fue fundada en 1996 por Mantovani, el mismo año en que decidió regresar a la isla de Elba. El diseño y la producción de los relojes Locman se sigue realizando íntegramente en la isla.
Para 2020, la firma había expandido su mercado, combinando la marca Locman con otros productos, como bolsos y gafas, gracias a la adquisición del grupo Magia Eyewear en 2016. Este debut fue promocionado por el cantante italiano Vasco Rossi.

## Producción
En sus inicios, Mantovani y Locci diseñaron y produjeron modelos para otras marcas en las oficinas de Marina di Campo y Milán. A partir de los años 1990, ambos socios decidieron crear sus propios modelos, que alcanzaron gran reconocimiento.
En colaboración con las Fuerzas Armadas, se produjeron modelos para la Marina y la Fuerza Aérea. En 2007, con motivo del lanzamiento al mercado del nuevo Fiat 500, se produjo una serie limitada de 500 relojes inspirados en este coche. En la década de 2020, la empresa facturaba más de 20 millones de euros, contaba con 70 empleados y una red de distribución en Europa, Estados Unidos, Oriente Medio y Japón. Sin embargo, en sus inicios no era muy conocida en el mercado relojero, hasta que actores de Hollywood como Sharon Stone y Jennifer Lopez, y deportistas como David Beckham, comenzaron a usar los relojes Locman, lo que la convirtió en una marca reconocida en el sector.